# Manarola
Manarola er en lille landsby, en frazione i comunen Riomaggiore, i La Spezia, Liguria, Italien. Med 353 indbyggere er det er den næstemindste af de fem landsbyer langs kysten, der udgør Cinque Terre.
Manarolaog de andre Cinque Terre-byer var inspiration til den fiktive by Portorosso i animationsfilmen Luca (2001).

## Galleri
- Gade i Manarola
- Huse på skråningerne
- Manarola
- Vandmølle i Manarola